# Oostrum (Friesland)
Oostrum (Fries, officieel: Eastrum, [’ɪ.əstrəm]) is een dorp in de gemeente Noardeast-Fryslân, provincie Friesland. Het dorp ligt tussen de stad Dokkum en Ee, ten zuiden van Metslawier. Het dorp ligt net ten noorden van het Dokkumergrootdiep. De Oostrumer Opvaart ligt net ten westen van het dorp.  In 2023 telde het dorp 185 inwoners.

## Geschiedenis
Oostrum is ontstaan op een terp van enkele eeuwen voor de jaartelling. Door het natter worden van het gebied in de bronstijd raakte het gebied vanaf de zesde eeuw voor Christus onbewoond. In de derde eeuw voor Christus keerde de bewoning terug en werd onder andere de terp van Oostrum opgeworpen. De terp is gelegen op een kleine dekzandrug uit het Pleistoceen. De terp is 4,5 meter hoog en is rond 1900 gedeeltelijk afgegraven aan de noord- en zuidkant. In 2006 werden aan de noordkant van de terp resten gevonden van een nederzetting van de trechterbekercultuur. Deze nederzetting zou dateren van 3400 tot 2850 voor Christus. In de omgeving zijn meerdere losse vondsten gedaan van de trechterbekercultuur. Maar het feit dat dit nederzettingsterrein intact is, maakt het tot een zeldzaamheid in Nederland.
Oostrum zelf werd in 1449 indirect vermeld als Aesterma zyl, wijzend op een schutsluis bij deze plaats. In de 16e komen een vermeldingen voor als Aestrum, Eestrum, Oestrum en Oisterum. De plaatsnaam duidt op de oostelijke ligging van de woonplaats (heem/um).
Oostrum is gelegen tussen het Dokkumergrootdiep en de Zuider Ee. Ten westen van Oostrum lag de Oosterumerzijl. Via deze spuisluis verliep de afwatering van Oostdongeradeel. De Oostrumerzijl werd onderhouden door de dorpen Aalsum, Jouswier, Metslawier, Oostrum en Wetsens. Het oostelijke deel van westdongeradeel en het westelijke deel van Oostdongeradeel voerden eerder hun water af via de Paesens, maar dit werd onmogelijk door het dichtslibben van dit water rond 1450. Een groot gebied loosde het water vervolgens op het Grootdiep, maar door de open verbinding van de stadsgrachten van Dokkum met de Zuider Ee, kreeg Oostdongeradeel te maken met een grote hoeveelheid water. In 1633 mocht Oostdongeradeel een zijl aanleggen voor het stadhuis van Dokkum, maar de Ezumazijl kon het opstuwende provinciewater nog steeds niet aan en de overstromingen in Oostdongeradeel bleven aanhouden. De grote waterhoeveelheden zorgden ervoor dat de Oostrumerzijl ook dichtslibde en in 1672 opgeheven werd. Toen in 1729 de Sluis Dokkumer Nieuwe Zijlen voltooid was, kwamen de sluizen in Dokkum te vervallen en kon het water ongehinderd naar Oostdongeradeel doorstromen. Dit verergerde de situatie. In 1775 werd besloten om het water via een deel van de Paesens af te voeren en de Jaarlasloot bij Wetsens uit te diepen. Dit bood nog geen oplossing voor het opstuwende Friese boezemwater. Hiervoor kwam Minne Douwes Mellema in 1815 met een plan. Door tussen Holwerd en Dokkum een dijk aan te leggen en zo van Oost- en Westdongeradeel een polder te maken werd water van buitenaf wel geweerd. Een gewijzigde versie van dit plan werd in 1821 doorgevoerd. Hiermee waren de overstromingen verleden tijd.
Het grondgebied van Oostrum werd in de 19e eeuw een stuk kleiner door de uitbreiding van de stad Dokkum. De woningnood was zo hoog dat de gemeenten Dantumadeel, Westdongeradeel en Oostdongeradeel in 1913 benaderd werden om grond af te staan ten behoeve van Dokkum. Dit werd pas in 1924 toegestaan. Per 1 januari 1925 werd het oppervlak van Dokkum met 160 hectare vergroot. In 1966 volgde nog eens 610 hectare. Op het voormalige grondgebied van Oostrum verrees in de jaren 70 de wijk "It Fûgellân".
Oostrum lag tot de gemeentelijke herindeling van 1984 in de toenmalige gemeente Oostdongeradeel. Daarna viel het tot 2019 tot de gemeente Dongeradeel, waarna deze opging in de gemeente Noardeast-Fryslân.

## Staten
Oostrum kende vroeger meerdere staten, waarvan de Mellema State ten noorden van de terp het voornaamst was. Op de terp zelf bevond zich Rintjema State. Rintjema werd in 1498 veroverd door Schelte Tjaarda van de Tjaarda State te Rinsumageest en Take Heemstra. Rintjema behoorde toe aan de familie Jaerla uit Wetsens. De state bleef in het bezit van de familie en vererfde via een huwelijk aan de familie Van Eminga. Rintjema besloeg 1/8 van het oppervlak van de terp en was tevens omgracht. Tegenwoordig ligt hier de crossbaan/ijsbaan van Oostrum. In het buitengebied lag het Sjukmahuis. Het voormalige terrein van deze stins uit de 13e-16e eeuw is aangemerkt als rijksmonument. Direct ten noordwesten van de terp lag de Tadema state in de buurtschap Tilburen. Tadema was in het bezit van de familie Van Heemstra. Tadema werd in 1962 door brand getroffen waarbij de boerderij geheel afbrandde. Ook de naastgelegen Douma State liep hierbij veel schade op, maar het voorhuis uit 1865 bleef bespaard. Deze drie states zijn alle drie in het bezit geweest van de familie Bergsma. Deze familie kocht stelselmatig stemhebbende boerderijen op om vervolgens de boerderij te verkopen om het hornleger, de ondergrond waar de stem daadwerkelijk aan verbonden was, zelf te behouden. Op deze manier kreeg de familie steeds meer inspraak in het bestuur en konden zij zeer lucratieve banen naar zich toetrekken.

#### Mellema State

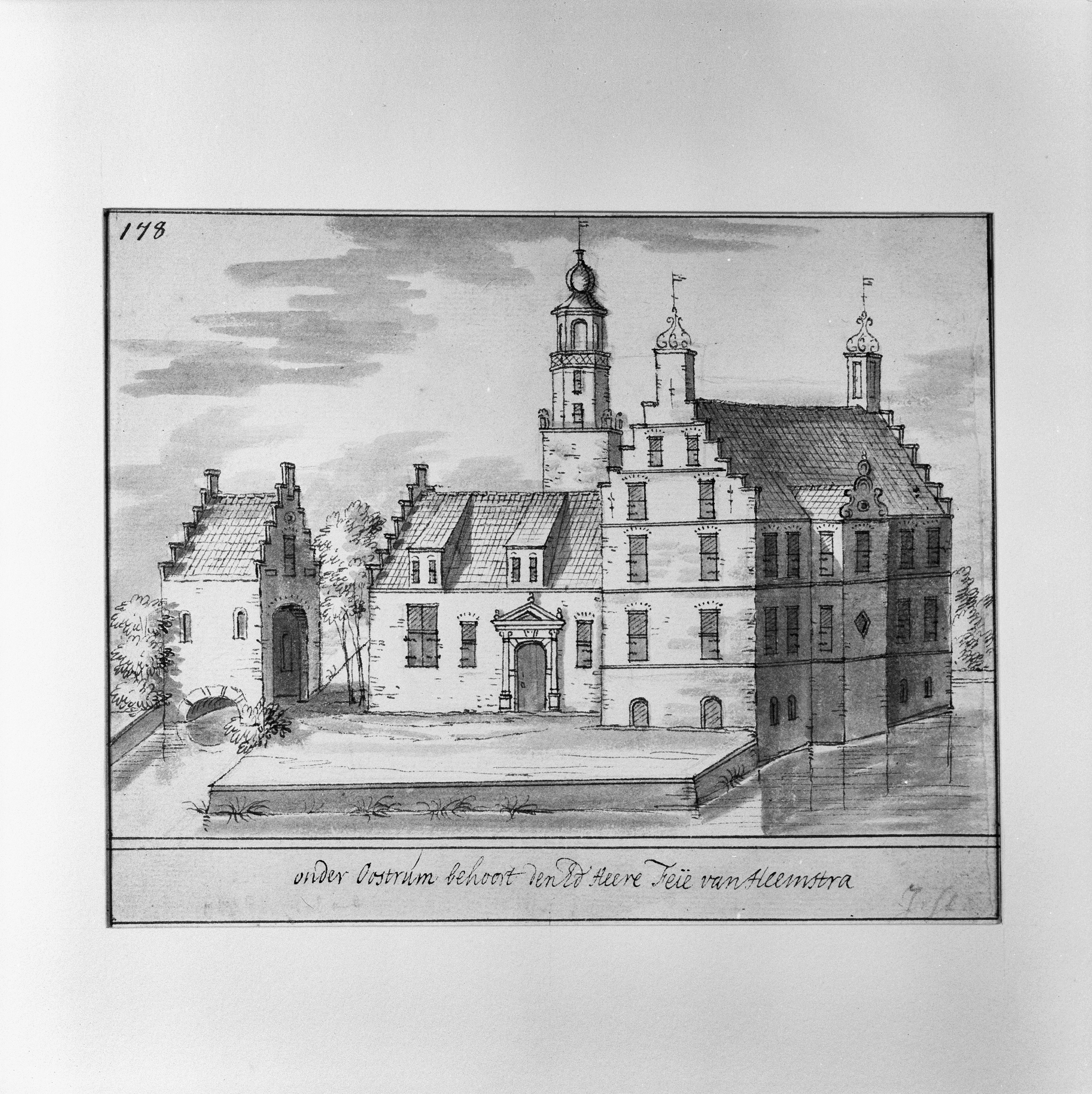
De in 1735 afgebroken Mellema State op een tekening van Jacobus Stellingwerf.

Ten noorden van de terp stond de Mellema State. Het goed was vergelijkbaar met de Holdinga State te Anjum of Groot Terhorne bij Beetgum. Zoals Stellingwerf de state in 1723 afbeeldt, zou Mellema kunnen dateren van rond 1600. De familie Mellema was een zeer vooraanstaand geslacht. Tussen 1426 en 1449 was ene Sierck Mellema grietman van Oostdongeradeel. In 1511 wordt ene Poppe Mellema genoemd als grootgrondbezitter te Oostrum, eveneens grietman van Oostdongeradeel. Poppe was mogelijk een Riemersma of Remmersma die de naam Mellema aannam toen dit geslacht uit dreigde te sterven. Via de families Feitsma en Eelckema kwam de state in het bezit van Catharina van Scheltinga en haar man Schelte van Heemstra. Hun zoon Feye liet Mellema in 1735 afbreken om met het vrijgekomen materiaal de Heemstra State in Oenkerk te kunnen herbouwen. De stinspoort zou voorlopig resteren. Het goed kwam na de afbraak in het bezit van Schelte van Heemstra, burgemeester van Bolsward. In 1758 werd Sybren Douwes huurder van de boerderij die er toen stond. Na een erfenis kocht hij deze in 1790. Hij zou in 1811 de naam Mellema aannemen. Dit tweede geslacht zou hier lang blijven wonen en kreeg veel aanzien. Zo werd zoon Minne Douwes assesor en waarnemend maire van Oostdongeradeel en was hij lid van het polderbestuur van Oost- en Westdongeradeel. Zijn zoon Douwe Minnes was lid van de Staten van Friesland en stimuleerde de aanleg van de dam naar Ameland. De familie bezat ook de staten Douma, Tadema en Rintjema. Later stond ter plaatse van Mellema een kop-hals-rompboerderij uit 1812, welke afbrandde in 1963.

## Sint-Nicolaaskerk

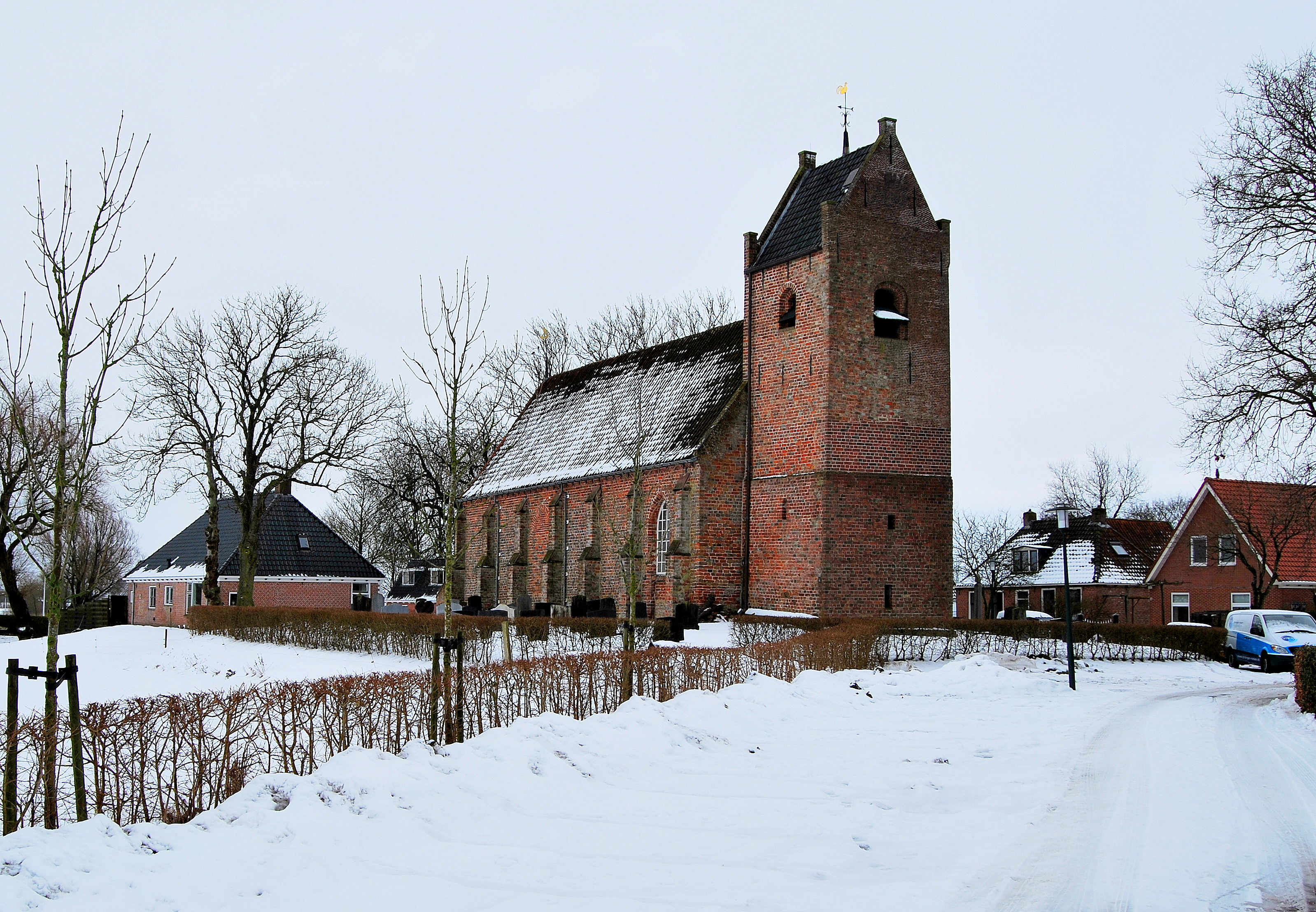
De Sint-Nicolaaskerk van Oostrum uit de 14e eeuw met een zadeldaktoren uit de 13e eeuw.

De Sint-Nicolaaskerk van Oostrum dateert van de 14e eeuw en zal gebouwd zijn ter vervanging van een voorganger. De kerk was oorspronkelijk gewijd aan Nicolaas van Myra, beschermheilige van handelaren en zeelieden. Op het dak liggen nog de 16e-eeuwse holle en bolle dakpannen. Het schip wordt in zes traveeën verdeeld door steunberen uit 1658. De zuidmuur heeft vijf spitsboogvensters en de noordmuur een. Ook het driezijdig gesloten koor heeft twee spitsboogvensters. De zadeldaktoren van twee geledingen dateert van de 13e eeuw. Bij de restauratie van 1974 werden mogelijk 16-eeuwse schilderingen van drie kerken ontdekt op de noordmuur. Mogelijk gaat het om naburige kerken als die van Dokkum, Kollum of Holwerd. Verder heeft de kerk een preekstoel uit 1768 en vier rouwborden uit 1645 van de familie Eelcama. Tegen de noordmuur staat de herenbank die toebehoorde aan de Mellema State. Het orgel werd in 1963 van Heiligerlee naar Oostrum verplaatst. In 1955 ging de hervormde gemeente van Oostrum en Jouswier een samenwerking aan met de gemeente van Ee. In 2003 fusseerden zij en werden de kerken van Oostrum en Jouswier overgedragen aan Stichting Alde Fryske Tsjerken. De kerk te Oostrum wordt zo nu en dan gebruikt voor diensten.

## Steenfabriek

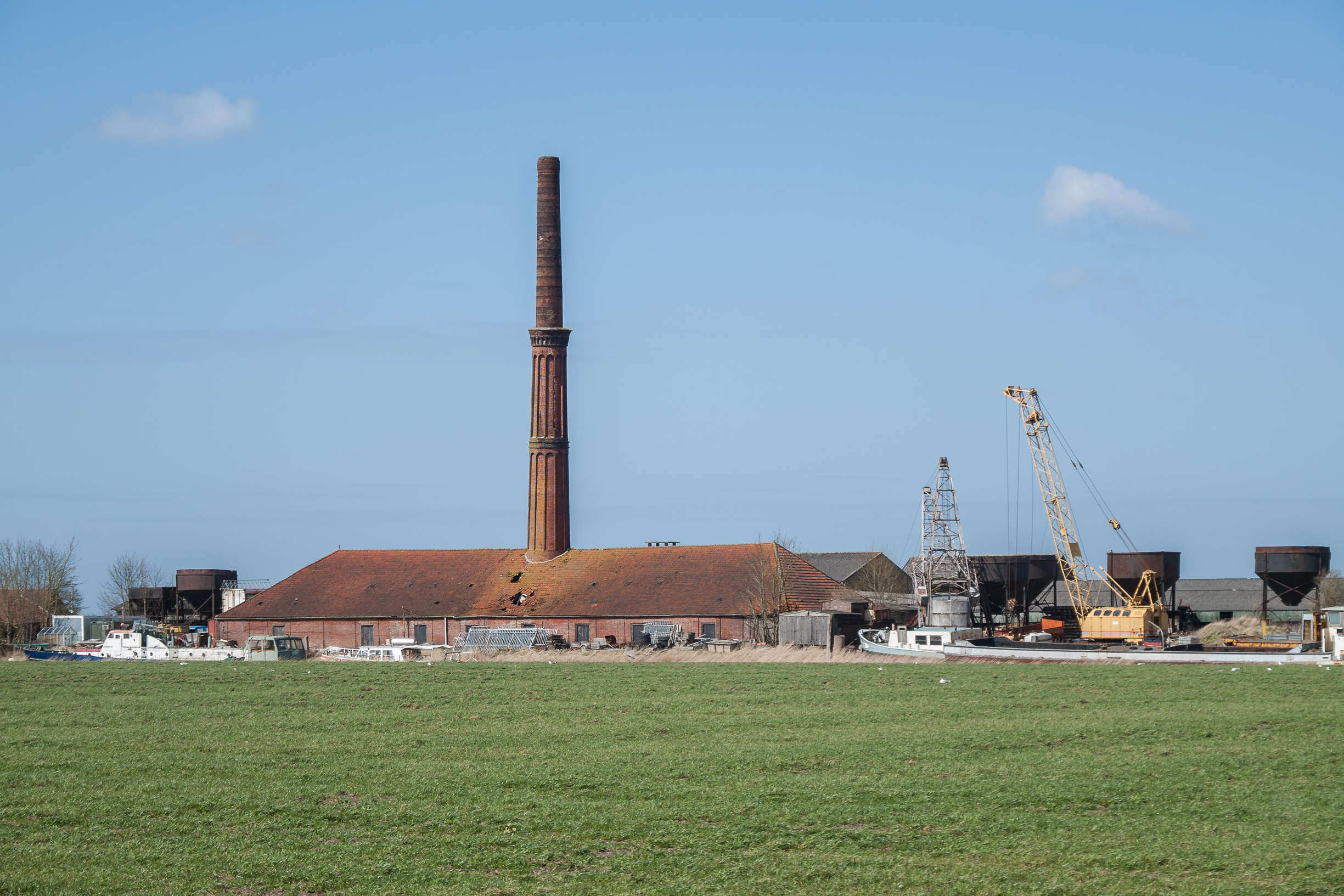
De markante schoorsteen van de voormalige steenfabriek nabij Oostrum.

Oostrum kent een lange historie wat betreft het vervaardigen van bakstenen. In 1957 werden aan de zuidzijde van de terp sporen gevonden van een middeleeuwse steenoven. Ook aan het Grootdiep zullen zich meerdere veldovens bevonden hebben. In Oostrum wordt tussen 1696-1707 reeds "'t Olde tichelwerk" vermeld. Tegenwoordig bevindt zich ten zuidwesten van het dorp de voormalige steenfabriek van Oostrum. Deze fabriek werd in 1872/1873 opgericht door Jan Helder Pzn. uit Aalsum. Helder was afkomstig uit een vooraanstaande familie die belangen had in de steenbakkerij. Hij was een broer van Hendrik Helder Pzn. De fabriek werd al spoedig voorzien van een stoommachine. In 1876 werd de ringoven vergroot en werd de schoorsteen opgehoogd van 9 meter tot de huidige 35 meter. Hoewel de fabriek tijdens de Tweede Wereldoorlog meermaals met sluiting bedreigd werd door een gebrek aan turf en elektriciteit, was de fabriek toch een van de drie steenfabrieken in Friesland die na de oorlog nog operationeel waren. De Machinale Steenfabriek NV sloot in 1968 haar deuren. In 1991 werd het fabrieksterrein aangemerkt als rijksmonument. In 2017 werd geld beschikbaar gesteld voor de restauratie van de schoorsteen.

## Maatschappelijk leven
Oostrum heeft een actief verenigingsleven. Zo kent het dorp een vereniging dorpsbelangen. Oostrum heeft een vierjaarlijks dorpsfeest. Sinds 2014 beschikt Oostrum over een dorpshuis: De Tarin. Voor grotere culturele activiteiten is men aangewezen op Ee of Dokkum. Aan het Dokkumergrootdiep ligt bij Dokkum het recreatiegebied Schreiershoek met een bowling- en zalencentrum.

## Onderwijs
In 1644 wordt ene Willem Gerrits genoemd als schoolmeester te Oostrum. In 1933 besloot de gemeenteraad op last van het ministerie van het ministerie van Onderwijs, Kunsten en Wetenschappen om de school te sluiten. Na een onsuccesvol beroep op de Kroon sloot de school haar deuren in 1934 en werd het hoofd van de school aangesteld als onderwijzer aan de school van Metslawier. Het voormalige schoolgebouw bevindt zich nog direct ten oosten van de kerk. Voor lager onderwijs is Oostrum aangewezen op Dokkum of Ee en voor middelbaar onderwijs enkel op Dokkum.

## Sport
In het naburige Ee werd in 1964 de voetbalvereniging VV Oostergo opgericht. Bijna alle leden van deze vereniging zijn afkomstig uit Ee, Engwierum of Oostrum. Oostergo speelt haar wedstrijden op sportpark "De Streng" in Ee. De kaatsvereniging van Ee, KV De Trochsetters, speelt de traditionele Oostrum-partij op de ijsbaan van Oostrum.

## Openbaar vervoer
Oostrum wordt met belbussen bediend door vervoersmaatschappij Qbuzz. Sinds 2016 heeft Oostrum een verbinding met het busstation van Dokkum (lijn 7031).

## Bevolkingsontwikkeling
| 147 | 184 | 296 | 313 | 308 | 421 | 410 | 409 | 442 | 416 | 314¹ | 165² | 315 | 296 | 260³ | 205 | 220 | 185 | 190 | 185 |
| Data afkomstig van volkstellingen.nl, het CBS en uit Encyclopedie van het hedendaagse Friesland. ¹ Na eerste grenswijziging met de gemeente Dokkum. ¹ Exclusief buitengebied. ³ Na tweede grenswijziging met de gemeente Dokkum. |     |     |     |     |     |     |     |     |     |      |      |     |     |      |     |     |     |     |     |

## Geboren in Oostrum
- Grietine Molenbuur (1949), turnster, danseres en choreografe